# Bdelyrus parvoculus
Bdelyrus parvoculus är en skalbaggsart som beskrevs av Cook 1998. Bdelyrus parvoculus ingår i släktet Bdelyrus och familjen bladhorningar. Inga underarter finns listade.